# Teoria de la pertorbació de Møller-Plesset
La teoria de la pertorbació de Møller-Plesset és una del diversos mètodes ab initio de la química quàntica post-Hartree-Fok en el camp de la química computacional. Representa una millora del mètode de Hartree-Fok en afegir efectes de correlació electrònica mitjançant la teoria de la pertorbació de Rayleigh-Schrödinger, en general al segon (MP2), tercer (PM3) o quart (MP4) ordre. La idea principal va ser publicada el 1934 per Christian Møller i Milton S. Plesset.